# Кирот, Ана Фиделия
Ана Фиделия Кирот Море (исп. Ana Fidelia Quirot Moré ; 23 марта 1963, Пальма-Сориано) — кубинская легкоатлетка, специализировавшаяся в беге на 400 и 800 метров. Призёр Олимпийских игр, двукратная чемпионка мира.

## Карьера
Первым успехом в карьере Аны Кирот стала серебряная медаль, завоёванная в Каракасе на Панамериканских играх 1983 года. Четыре года спустя, кубинка на аналогичном турнире выиграла две золотые медали, став сильнейшей как на дистанции 400 м, так и на восьмисотметровке.
В 1989 году в Барселоне Кирот стала триумфатором Континентального кубка, завоевав в его рамках три победы. При этом на дистанции 800 метров она показала третье в истории лёгкой атлетики время 1:54.44.
Первую медаль чемпионата мира кубинская бегунья завоевала в 1991 году в Токио. В японской столице она стала второй на восьмисотметровке, проиграв только советской бегунье Лилии Нурутдиновой.
Из-за бойкота Кубой Олимпиад 1984 и 1988 годов олимпийский дебют Кирот состоялся только на Олимпиаде 1992 года в Барселоне. Там она выступила в коронной дисциплине 800 метров и завоевала бронзовую награду. Помимо Нурутдиновой кубинку опередила голландка Эллен ван Ланген, ставшая чемпионкой. Также Кирот в составе сборной выступала в эстафете 4×400, но кубинки были дисквалифицированы на полуфинальной стадии.
В 1993 году беременная Ана Кирот серьезно пострадала в бытовом происшествии у себя дома на Кубе, получив многочисленные ожоги. Врачи несколько дней боролись за её жизнь. Спасти жизнь бегуньи удалось, а её дочь скончалась через неделю после рождения.
Несмотря на личную трагедию и травму, кубинка вернулась в большой спорт и стала чемпионкой мира на первенстве 1995 года в шведском Гётеборге.
Два года спустя она защитила чемпионский титул на первенстве в Афинах. А вот на Олимпийских играх в Атланте Кирот не смогла завоевать золотую медаль, уступив в финале россиянке Светлане Мастерковой. В эстафете 4×400 кубинка пробились в финал, но стала в нём только шестой.
Ана Фиделия Кирот является одной из шести бегуний, которые смогли пробежать дистанцию 800 метров быстрее чем 1:55. По состоянию на март 2015 года её результат является четвёртым быстрейшим в истории. Результаты лучше показывали только рекордсменка мира Ярмила Кратохвилова, а также Надежда Олизаренко и Памела Джелимо.

## Личная жизнь
Замужем, вторым браком.

Первый муж — Рауль Каскарет, кубинский борец вольного стиля, двукратный чемпион мира. Супруги развелись в 1991 году.

Второй муж — Рикардо Фолле, итальянский бизнесмен. Супруги женаты с 1998 года.
Дети:

Дочь — Карла Фиделия (род. 2000);

Сын — Альберто Алехандро (род. 2001).